# Kapazitätsdiode
Die Kapazitätsdiode oder Varicap, auch Varaktor oder Abstimmdiode genannt, ist ein elektronisches Halbleiter-Bauteil. Durch Änderung der angelegten Spannung lässt sich eine Variation der Kapazität von 10:1 erreichen. Somit steht eine elektrisch steuerbare Kapazität zur Verfügung, die die früher üblichen, erheblich größeren Drehkondensatoren weitgehend ersetzt hat.

Schaltzeichen (frühere Norm)

Schaltzeichen (aktuelle Norm)

## Funktion

Der p-n-Übergang einer Diode hat eine Kapazität, die von der Breite der Raumladungszone abhängig ist. Wird eine Diode in Sperrrichtung betrieben, so entsteht am p-n-Übergang eine Ladungsträgerverarmungszone, an der sich auch ein elektrisches Feld, bedingt durch die fehlenden Ladungsträger, aufbaut. Mit steigender Spannung vergrößert sich die Breite der ladungsfreien Zone, damit nimmt die Kapazität ab. Durch geeignete Dotierung können Kapazitäten im Bereich von 3 pF bis 300 pF erreicht werden. Da die Sperrspannung definiert ist als {\displaystyle U_{\text{R}}=-U_{\text{D}}}, steigt die Sperrspannung im gezeigten Kennlinienbild nach links an. Die maximale Sperrspannung beträgt etwa 30 V, je nach Typ auch weniger.

## Anwendung

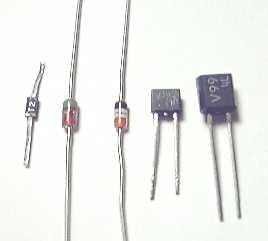
Verschiedene Bauformen von Kapazitätsdioden

Die Kapazitätsdiode wird zur Abstimmung von Schwingkreisen in Filtern und Oszillatorschaltungen, zum Beispiel anstelle von Drehkondensatoren oder veränderbaren Induktivitäten (Variometer) zur Frequenzwahl in Funkempfängern (z. B. Radios, Fernsehempfänger) eingesetzt.
Zusätzlich an LC-Schwingkreise geschaltete Kapazitätsdioden werden zur Automatischen Feinabstimmung (AFC) in Empfängern oder zur Frequenzmodulation in FM-Sendern eingesetzt.
Die schnelle Frequenzregelung in Phase-locked loop-Schaltungen (PLL) nutzt oft Kapazitätsdioden. Diese PLL sind Kernbestandteil aller Funkgeräte und Handys.
Bevor etwa im Jahr 1970 Transistoren entwickelt wurden, mit denen man auch oberhalb von 200 MHz Leistungen von einigen Watt erzeugen konnte, behalf man sich mit kühlbaren Kapazitätsdioden (Varaktoren) zur Frequenzvervielfachung von beispielsweise 140 MHz auf 420 MHz. Dabei wurden die Verzerrungen einer sinusförmigen Spannung durch die stark nichtlineare Kennlinie ausgenutzt, die beim Betrieb von Kapazitätsdioden mit mehr als 20 V Wechselspannung auftritt. Durch geeignete Verwendung von Schwingkreisen konnte man die gewünschte Oberschwingung aussieben.

### Abstimmung von LC-Schwingkreisen

Schaltung zur Frequenzabstimmung mit einer Kapazitätsdiode.

Schaltung zur Frequenzabstimmung mit zwei Kapazitätsdioden.

Zur Frequenzabstimmung von LC-Schwingkreisen wird mit der Spannung {\displaystyle U_{e}} (in Sperrrichtung gepolt) die Kapazität der Diode eingestellt, die mit dem Koppelkondensator {\displaystyle C_{K}} zum Kondensator C parallelgeschaltet ist. Durch die Induktivität {\displaystyle L_{B}} ist der Schwingkreis wechselstrommäßig von der Spannungsquelle abgetrennt. Sie kann meist durch einen hochohmigen Widerstand im Bereich von 100 kOhm ersetzt werden. Die an der Diode anliegende HF-Spannung muss 3 bis 4 Größenordnungen unter der anliegenden Steuerspannung liegen, da ansonsten der Schwingkreis durch die HF-Spannung verstimmt wird, was Nichtlinearitäten und damit Intermodulation verursacht.
Der Koppelkondensator trennt die Steuerspannung der Diode vom Schwingkreis.
Damit sich {\displaystyle L_{B}} nicht auf die Resonanzfrequenz {\displaystyle f_{R}} auswirkt, muss {\displaystyle L_{B}\gg L} gewählt werden. Dann gilt:
{\displaystyle {\omega }_{R}=2\pi \,f_{R}={\frac {1}{\sqrt {L\,\left(C+{\frac {C_{S}(U_{a}+U_{\rm {HF}})\,C_{K}}{C_{S}(U_{a}+U_{\rm {HF}})+C_{K}}}\right)}}}}
Ist weiterhin {\displaystyle C_{K}\gg C_{S}}, dann vereinfacht sich die Formel zu:
{\displaystyle {\omega }_{R}=2\pi \,f_{R}={\frac {1}{\sqrt {L\,\left(C+C_{S}(U_{a}+U_{\rm {HF}})\right)}}}}
Bei der Anti-Reihenschaltung von zwei Sperrschichtkapazitäten parallel zum Schwingkreis spart man den Koppelkondensator und verringert die Modulation der Kapazität der Kapazitätsdiode durch die HF. Grund ist, dass die Steuerspannung an beiden Dioden zwar in gleicher Weise anliegt (über L und LB), die HF aber gegenpolig anliegt (da dafür antiseriell angeschlossen) und damit in Näherung die beiden Kapazitätsänderungen sich weitgehend aufheben.
{\displaystyle {\omega }_{R}=2\pi \,f_{R}={\frac {1}{\sqrt {L\,\left(C+{\frac {C_{S}(U_{a}+U_{\rm {HF}})\,C_{S}(U_{a}-U_{\rm {HF}})}{C_{S}(U_{a}+U_{\rm {HF}})+C_{S}(U_{a}-U_{\rm {HF}})}}\right)}}}}
Kapazitätsdioden können nicht zur Abstimmung von Schwingkreisen mit hohen HF-Spannungen verwendet werden, da ihre Kapazität spannungsabhängig ist und die maximale Sperrspannung beschränkt ist. Weiterhin ist ihre Temperaturabhängigkeit zu berücksichtigen.